# 西藏扁手蛙
西藏扁手蛙（学名：Platymantis xizangensis）为蛙科扁手蛙属的两栖动物，俗名西藏小岩蛙，是中国的特有物种。分布于西藏等地，多生活于山坡大石下或有腐殖质的乱石下。其生存的海拔范围为1500至3100米。该物种的模式产地在西藏波密县易贡。